# Космос-1001
Космос-1001 је један од преко 2400 совјетских вјештачких сателита лансираних у оквиру програма Космос. Космос-1001 је био редизајнирана летелица Сојуз која је имала неуспешан тест без посаде.
Космос-1001 је лансиран са космодрома Тјуратам, Бајконур, СССР, 4. априла 1978. Ракета-носач Р-7 Семјорка (рус. Семёрка) (8К71, НАТО ознака SS-6 Sapwood) са додатим степеном је поставила сателит у орбиту око планете Земље. Сателит се спустио на Земљу 15. априла 1978.